# Moonlight Becomes You (chanson)
Moonlight Becomes You est une chanson composée par Jimmy Van Heusen avec des paroles de Johnny Burke pour le film En route vers le Maroc (1942). L’arrangement était de Vic Schoen. C’est également un standard de jazz.